# Kamjanske
Kamjanske (ukrainisch Кам'янське; russisch Каменское/Kamenskoje) ist eine Stadt in der Oblast Dnipropetrowsk im Zentrum der Ukraine und hat etwa 240.000 Einwohner (2024). Sie ist ein wichtiges Industriezentrum und Universitätsstadt.
Von 1936 bis 2016 trug der Ort den Namen Dniprodserschynsk (Дніпродзержинськ) bzw. russisch Dneprodserschinsk (Днепродзержинск).
Seit dem  17. Juli 2020 ist die Stadt das administrative Zentrum des Rajon Kamjanske, der u. a. aus den bisherigen Rajons Werchnjodniprowsk, Pjatychatky und Krynytschky gebildet wurde. Er beinhaltet die heutigen Gemeindegebiete der Städte Kamjanske, Schowti Wody, Werchiwzewe, Werchnjodniprowsk und Wilnohirsk, der Siedlungen Boschedariwka, Krynytschky, Lychiwka, Pjatychatky und Wyschnewe sowie der Landgemeinden Satyschne und Saksahanske (Саксаганське).

## Geographie

### Lage
Die Stadt liegt am Ufer des Kamjansker Stausees am Mittellauf des Dnepr, 35 km westlich von Dnipro. Im Süden der Stadt verläuft die nationale Fernstraße N 08.

### Stadtgliederung
Die Länge der Stadt beträgt von Osten nach Westen 22 km von Norden nach Süden 18 km.
Kamjanske gliedert sich in die drei Stadtrajone Rajon Bahlij, Rajon Dnipro und Rajon Sawod, in die Siedlung städtischen Typs Karnauchiwka (Карнаухівка) sowie in die Siedlung Switle (Світле).

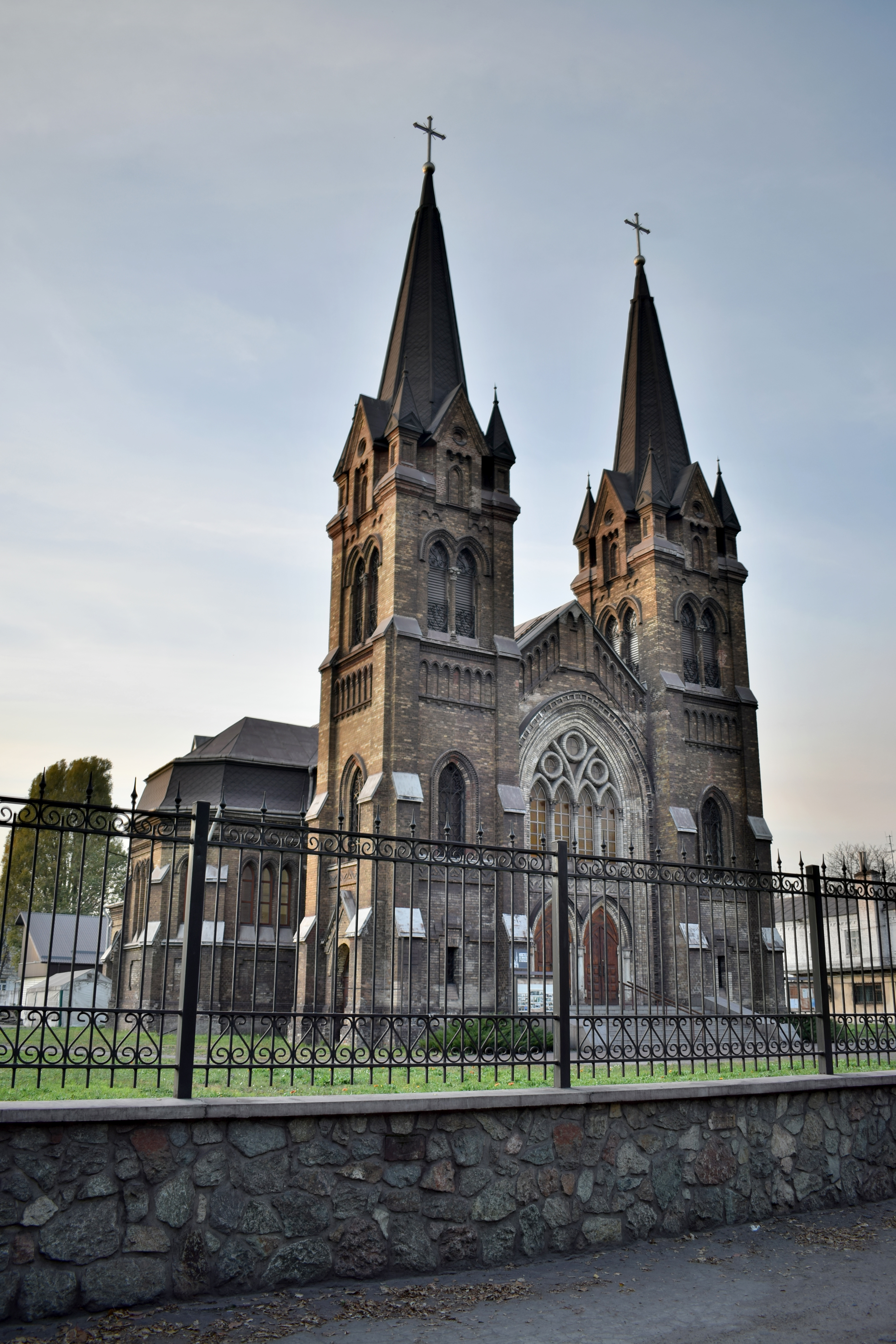
Römisch-katholische St.-Nikolaus-Kirche

## Geschichte

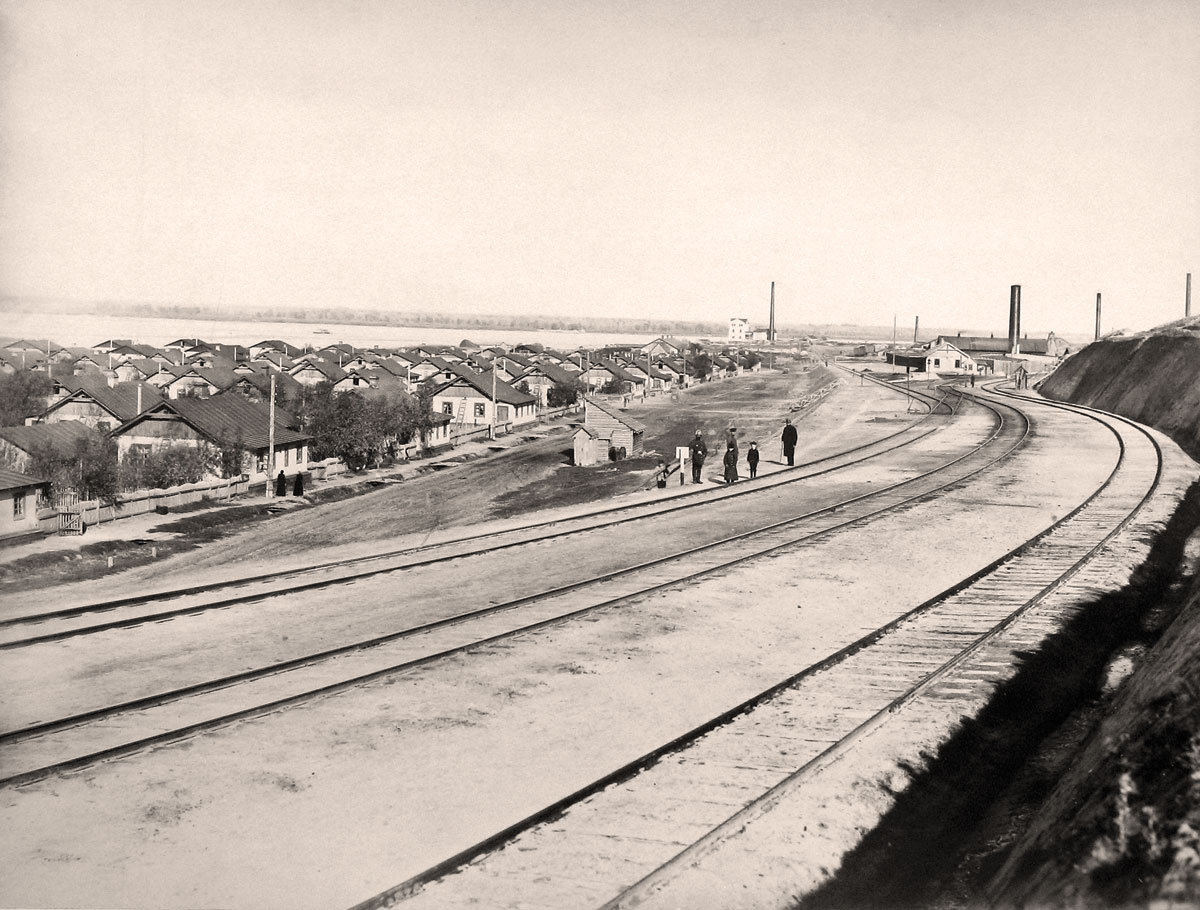
Die Stadt Anfang des 20. Jahrhunderts

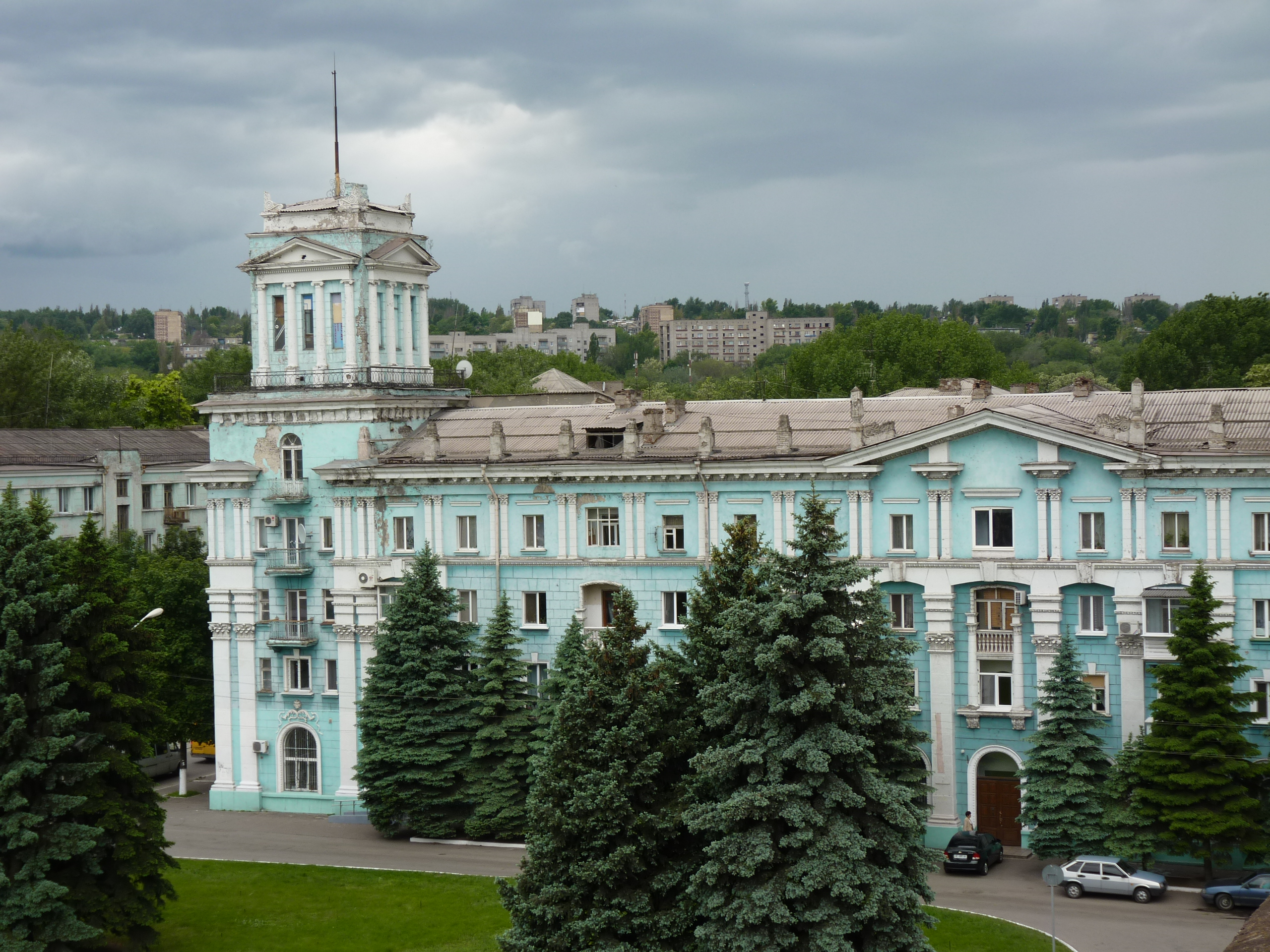
Städtische Bibliothek

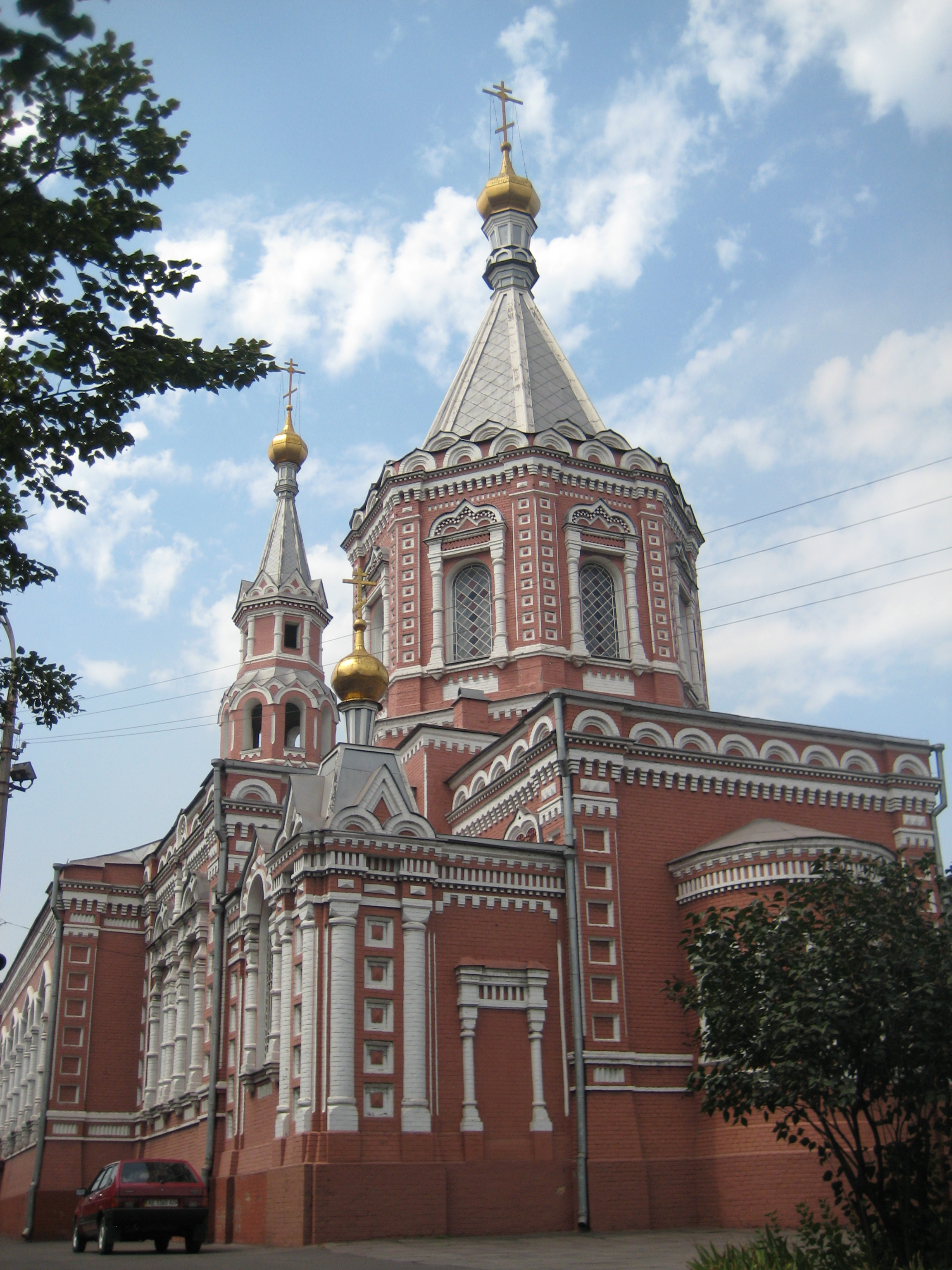
Orthodoxe Nikolaus-Kirche

Der Ort ist aus der kosakischen Siedlung Sadneprjanska Kamenka entstanden, welche Anfang des 17. Jahrhunderts gegründet wurde. Erstmals wurde das Dorf Kamenskoje 1750 erwähnt. Die rasche Entwicklung des Ortes begann 1887 mit der Gründung einer metallurgischen Fabrik.
Im Bürgerkrieg 1918–1920 wurde Kamenskoje Schauplatz von Kriegshandlungen zwischen verschiedenen Kräften (Deutsche, Rote Armee, Weiße Armee). Nach dem Bürgerkrieg wurde die Industrie schnell wiederaufgebaut. 1920 wurde die heutige Technische Universität gegründet. Am 1. Februar 1936 wurde die Stadt zu Ehren von Felix Dserschinski in Dniprodserschynsk umbenannt, bereits 1935 wurde die noch heute bestehende Straßenbahn eröffnet.
Von 1941 bis 1943 wurde Dniprodserschynsk von der Wehrmacht besetzt und größtenteils zerstört. Während dieser Zeit trug die Stadt wieder den Namen Kamenskoje und war Hauptort des Kreisgebietes Kamenskoje-Stadt innerhalb des Reichskommissariat Ukraine.
Später bestand in der Stadt das Kriegsgefangenenlager 315 für deutsche Kriegsgefangene des Zweiten Weltkriegs. Schwer Erkrankte wurden im Kriegsgefangenenhospital 5807 versorgt.
Nach dem Krieg wurde die Stadt schnell wiederaufgebaut und entwickelte sich erneut zu einem wichtigen Industriezentrum. Am 11. August 1979 kollidierten zwei Flugzeuge der Aeroflot in der Nähe der Siedlung Kuryliwka, wodurch alle 178 Personen an Bord, darunter fast alle Spieler des Fußballvereins Pachtakor Taschkent, getötet wurden.
Nach dem Zerfall der Sowjetunion und den damit verbundenen Wirtschaftskrisen entwickelt sich die Stadt seit 2000 wieder schnell dank der boomenden metallverarbeitenden und chemischen Industrie.
Am 2. Juli 1996 ereignete sich in der Stadt ein schwerer Straßenbahnunfall mit 34 Todesopfern, als eine überbesetzte Straßenbahn an einem steilen Hügel mit hoher Geschwindigkeit entgleiste. Ursache war ein Versagen der Bremsen.
2015 gelang dem FK Stal, einer Fußballmannschaft der Stadt, mit dem Erreichen des zweiten Platzes in der Perscha Liha der Aufstieg in die höchste ukrainische Liga, der Premjer-Liha.
Im Zuge der nach der Revolution der Würde in der Ukraine eingeleiteten Dekommunisierung erhielt die Stadt am 19. Mai 2016 per Beschluss der Werchowna Rada ihren alten Namen Kamjanske (bzw. Kamenskoje) zurück.

## Bevölkerungsentwicklung
Quellen:
1959: 
1979–2013, 2021: 
2015: 

## Städtepartnerschaften
- Kielce, Polen
- Babrujsk, Belarus
- Chimki, Russland
- Temirtau, Kasachstan
- Altschewsk, Ukraine
- Wuppertal, Deutschland (als Projektpartnerschaft seit Juli 2025)[11]

## Persönlichkeiten
- Leonid Breschnew (1906–1982), 1964 bis 1982 Parteichef der KPdSU und damit der führende Politiker der Sowjetunion
- Ignati Nowikow (1907–1993), sowjetischer Politiker
- Galina Fjodorowna Romanowa (1918–1944), verschleppte Ärztin und Widerstandskämpferin
- Nikolai Petrowitsch Brussenzow (1925–2014), sowjetischer Radiotechniker und Informatiker
- Ljudmyla Arschannikowa (* 1958), sowjetisch-niederländische Bogenschützin
- Hennadij Boholjubow (* 1962), ukrainischer Unternehmer und Mäzen
- Irina Sljussar (* 1963), sowjetische Leichtathletin
- Hennadij Lytowtschenko (* 1963), sowjetischer bzw. ukrainischer Fußballspieler und Fußballtrainer
- Natalja German (* 1963), sowjetische Leichtathletin
- Dmytro Jarosch (* 1971), ukrainischer Nationalist
- Vera Galuschka (* 1982), ukrainische Sängerin, Schauspielerin sowie TV-Moderatorin
- Oleksandr Worobjow (* 1984), ukrainischer Turner
- Illja Martschenko (* 1987), ukrainischer Tennisspieler
- Artem Krawez (* 1989), ukrainischer Fußballspieler
- Oleksandr Swatok (* 1994), ukrainischer Fußballspieler